# カンパラ県

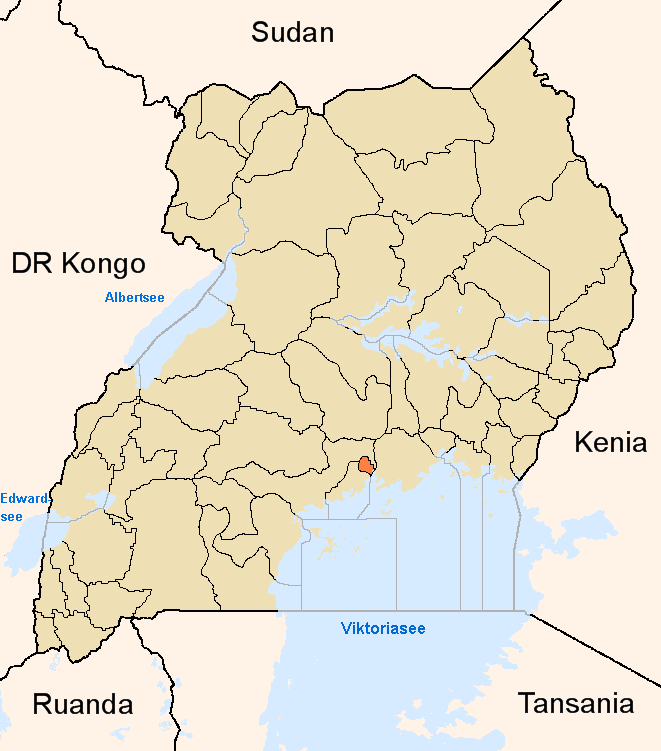
カンパラ県と2001年から2005年の県境

カンパラ県 (カンパラけん、Kampala District) はウガンダ南部ブガンダ東部の県で首都カンパラ1市で構成される。面積は189 km²で、カンパラには副郡と同格の中央区、東から北東にナカワ (Nakawa) 区、北にカウェンペ (Kawempe) 区、西にルバガ (Rubaga) 区、南にマキンディエ (Makindye) 区の5区 (Division) に99の教区、802の村がある。2002年の国勢調査人口は 1,189,142 人、2007年度の概算人口は 1,425,600 人。市長は民主党 (DP) のナセル・ンテゲ・セバガラ (Nasser Sebaggala) 。中心部のメンゴの丘にブガンダ王宮、やや北西のカスビの丘に王廟がある。東にムコノ県、その他外周にワキソ県と接し、南東にポート・ベルでナルバーレ（ヴィクトリア湖）に臨む。
座標: 北緯0度19分 東経32度34分 / 北緯0.317度 東経32.567度